# Diaspora portugaise
 (avril 2011).
Si vous disposez d'ouvrages ou d'articles de référence ou si vous connaissez des sites web de qualité traitant du thème abordé ici, merci de compléter l'article en donnant les références utiles à sa vérifiabilité et en les liant à la section « Notes et références ».

Carte du monde lusophone.

La diaspora portugaise est la population portugaise et de descendance portugaise dans le monde. Elle est évaluée à plus de 82 millions dont 10 720 000 résidents au Portugal.

## Histoire
Le Portugal fut dès le Moyen Âge une terre d'émigration.
Une diaspora peut arriver dans diverses circonstances, notamment financière, sociale, religieuse, économique, etc. et cela indépendamment de la période. Si celle-ci a commencé dès le Moyen Âge, elle continue de nos jours et évolue continuellement. La diaspora portugaise a la particularité d'avoir évolué à travers les siècles. D'abord religieuse, expansionniste, socio-financière, économique...
Dès le début de l'Inquisition qui secoua la péninsule ibérique à la fin du XVe siècle, les premiers Portugais à quitter le territoire sont les juifs. Les juifs dit « portugais », qui regroupent les juifs espagnols et portugais, ont bâti plusieurs communautés à travers le monde. On peut notamment mentionner la communauté de Recife au Brésil (première communauté en Amérique latine), celle d'Amsterdam, où l'on peut visiter la synagogue portugaise d'Amsterdam, la Communauté Israélite de rite portugais d’Anvers, celle de Bordeaux (Cimetière juif de La Bastide-Clairence), celle de Rhode Island (première synagogue d'Amérique du Nord - Synagogue Touro, à Newport), celle de Montréal avec la plus ancienne synagogue du Canada, Shearith Israël, mais également celle de Londres (synagogue de Bevis Marks) également connue sous le nom de : Congregation of Spanish and Portuguese Jews (plus ancienne synagogue du Royaume-Uni), Bitola en Macédoine (synagogue Kal Portugal), Bayonne, Salonique, Hambourg, Livourne (Granas), Curaçao, ex-Empire Ottoman, etc.
Dans la même période, il y eut un processus d'expansion impériale et de colonisation, au peuplement des îles de l'Atlantique, par la colonisation du Brésil (où la plupart de la population a des ancêtres portugais) et la propagation dans d'autres parties de l'Empire qui faisait partie des communautés d'origine portugaise, culturels et académiques. Parmi les régions concernées, on peut notamment citer : Goa et Diu en Inde, Sri Lanka, Malacca en Malaisie, Phuket en Thaïlande, Macao en Chine. En outre, des élites portugaises ou mixtes existaient dans les colonies africaines et au Timor oriental en Océanie.
L'émigration économique au Brésil commença dès le XIXe siècle et se prolongea pendant la première moitié du XXe siècle, cette émigration concernant dans une moindre mesure d'autres régions des Amériques (États-Unis, Canada, Venezuela, Caraïbes, Hawaï), et en Afrique (Angola, Mozambique, principalement  À partir de 1945, les migrations économiques concernèrent principalement les pays développés d'Europe occidentale : France, Allemagne, Suisse et le Luxembourg.
Tous ces processus ont produit la présence de communautés portugaises à l'extérieur du Portugal. Avec le passage du temps et des générations, ces portugais sont devenus brésiliens, américains, français, sud-africains, vénézuéliens, luxembourgeois, allemands, angolais ou encore canadiens. Selon le contexte de classements ethniques de certains pays, ils peuvent être classés comme « portugais », « luso-américains » ou « luso-brésiliens ». En plus des 10 720 000 Portugais vivant au Portugal, on en compte environ 72 millions de plus dans le monde, de première génération ou luso-descendants, faisant un total de plus de 82 millions de portugais dans le monde entier. Les pays ayant la plus grande communauté portugaise, dans l'ordre décroissant d'importance démographique, sont le Brésil, les États-Unis et la France.

## Répartition par continents

### Europe
La population européenne d'origine portugaise s'élève à plus de 15 millions de personnes environ, répartie de la manière suivante :
- Portugal : 10 720 000
- France : 2 650 000

En 2015, Michèle Tribalat, dans une estimation des populations d'origine étrangère en 2011, estime à au moins 1,5 million le nombre de personnes d'origine portugaise sur seulement deux générations en 2011 selon la répartition suivante :
| Pays d'origine (milliers) | Immigrés (tous âges confondus) | 1re génération née en France (tous âges confondus) | 2e génération née en France (moins de 60 ans uniquement) | Total |
| ------------------------- | ------------------------------ | -------------------------------------------------- | -------------------------------------------------------- | ----- |
| Portugal                  | 592                            | 613                                                | 317                                                      | 1 522 |

Par ailleurs, selon cette même étude de Michèle Tribalat, les personnes d'origine portugaise sur trois générations représentent 2,7 % de la population française des moins de 60 ans en 2011.
- Suisse : 420 000, 257 474 non binationaux en 2015[4]
- Espagne : 370 000
- Allemagne : 320 000
- Royaume-Uni : 290 000
- Luxembourg : 180 000
- Belgique : 140 000
- Pays-Bas : 110 000
- Autres pays d'Europe : 350 000

### Amérique
La population américaine d'origine portugaise s'élève à plus de 64 000 000 de personnes, repartie étatiquement de la manière suivante :
- Brésil : 60 000 000 (approximativement)
- États-Unis :1 300 000  (Luso-Américains)
- Venezuela : 2 000 000
- Canada : 580 000 (Luso-Canadiens)
- Argentine: 1 000 000  : (Luso-Argentins)

### Afrique
La population africaine d'origine portugaise s'élève à plus de 1 700 000 de personnes, repartie de la manière suivante :
- Angola : 585 000
- Afrique du Sud : 540 000
- Mozambique : 290 000
- Autres pays d'Afrique : 310 000

### Asie
La population asiatique d'origine portugaise s'élève à 620 000 personnes.

### Océanie
La population océanique d'origine portugaise s'élève à 290 000 personnes.

## Personnalités de la diaspora portugaise dans le monde
- Grace Aguilar, romancière anglaise
- Ruben Alves, acteur luso-français
- Enrique Amorim, écrivain argentin
- André, artiste graffeur français né en Suède.
- Mary Astor, actrice américaine
- Justin Azevedo, joueur de hockey luso-canadien
- Baauer, musicien américain
- Sonia Backès, femme politique française
- Frieda Belinfante, violoncelliste néerlandaise
- Manasse ben Israël, rabbin et écrivain portugais immigré aux Pays-Bas
- John Desmond Bernal, scientifique britannique
- Nuno Bettencourt, guitariste luso-américain
- Bévinda, chanteuse  luso-française
- Sonia Bompastor, footballeuse française
- Yaël Boon, mannequin, épouse de Dany Boon
- Jorge Luis Borges, écrivain argentin
- António Botto, poète portugais immigré au Brésil
- Brannon Braga, scénariste et producteur américain
- Félix Braz, ex-Vice-Premier ministre du Luxembourg
- Félix Braz, homme politique luxembourgeois, ministre de la Justice du gouvernement luxembourgeois Bettel-Schneider
- Lucy Bronze, joueuse anglaise de football luso-anglaise
- Brooke Burke, mannequin américaine
- Barbara Cabrita, actrice luso-française
- Lydia Cacho, journaliste mexicaine
- David Carreira, chanteur portugais vivant en France
- Patrice Carvalho, homme politique français [réf. nécessaire]
- Henri Castro, consul général de France dans la république du Texas
- Jorge Chaminé, artiste lyrique franco-portugais
- Keshia Chanté, chanteuse canadienne
- Stephanie Chaves-Jacobsen, actrice australo-chinoise
- Mickaël Correia, journaliste et auteur franco-portugais
- Kevin Correia, joueur de baseball américain
- Jim Costa, homme politique américain
- José Cruz, comédien, humoriste et vidéaste franco-portugais
- José Custódio de Faria, prêtre portugais.
- Lisandro Cuxi, chanteur cap-verdien-portugais
- Isaac Aboab da Fonseca, rabbin portugais
- Carlos Da Silva, homme politique français
- Da Silva, chanteur français
- Aldina da Silva, universitaire canadienne
- Joaquim de Almeida, acteur portugais
- Isaac de Castro Tartas, martyr juif de l’inquisition
- Nando de Colo, joueur de basket français
- Guy-Manuel de Homem-Christo, musicien français, fondateur du groupe Daft Punk
- Vasque de Lucène, lettré portugais de la cour des Pays-Bas bourguignons
- Maria de Medeiros, actrice, réalisatrice etchanteuse portugaise
- Linda de Suza, chanteuse portugaise
- Tasha de Vasconcelos, mannequin luso-canadienne
- Deco, footballeur brésilo-portugais
- Shawn Desman, chanteur canadien
- Buddy DeSylva, chanteur américain
- René Cassin, juriste français
- Dev, chanteuse américaine
- Yohann Diniz, athlète français
- John Dos Passos, écrivain et peintre américain
- José dos Santos Ferreira, poète et auteur-compositeur de Macao
- Dan Inger dos Santos, musicien, auteur- compositeur français
- Roberto Duarte Silva, chimiste capverdien
- Leonora Duarte, compositrice flamande
- Samantha Eggar, actrice britannique
- Federigo Enriques, mathématicien italien
- Stephen Eustáquio, footballeur luso-canadien
- Lawrence Ferlinghetti, poète américain
- Danny Fernandes, chanteur canadien
- Shiloh Fernandez, acteur américain
- Wayne Ferreira, joueur de tennis sud-africain[réf. nécessaire]
- Karine Ferri, animatrice de télévision française
- Lyndsy Fonseca, actrice américaine
- James Franco, acteur, réalisateur et écrivain américain
- Ana Free, chanteuse portugaise
- Nelly Furtado, auteure-compositrice-interprète luso-canadienne
- Kevin Gameiro, footballeur français
- Malvina Garrigues, soprano portugaise
- Bobbie Gentry, chanteuse américaine
- Lewis Goldsmith, homme de lettres et espion anglo-français
- Victor Gomes, arbitre de football sud-africain
- Arthur Gomes, joueur de rugby français
- Jonny Gomes, joueur de baseball américain
- Famille Gradis, famille juive séfarade établie à Bordeaux
- Antoine Griezmann, footballeur français
- Raphaël Guerreiro, footballeur luso-français
- Tom Hanks, acteur, réalisateur et producteur de cinéma américain.
- Colin Hanks, acteur (fils de Tom Hanks)
- Teresa Heinz (en), femme d’affaires luso-américaine
- Adam Henrique, joueur de hockey canadien
- Moises Henriques, joueur de cricket luso-australien
- Jason Kay, chanteur du groupe britannique Jamiroquai
- Emeril Lagasse, chef restaurateur américain
- Stéphane Lambiel, patineur artistique suisse
- Emma Lazarus, poétesse américaine, auteure du sonnet Le Nouveau Colosse gravé sous la statue de la Liberté.
- Carlos J. Leitão, homme politique canadien
- Tony Lema, golfeur américain
- William Joseph Levada, cardinal américain
- David Lévi Alvarès, professeur et pédagogue français
- Uriah Phillips Levy, Commodore de l'US Navy
- Karine Lima, présentatrice télé française, comédienne et chanteuse
- Lio, chanteuse et actrice luso-belge
- Anthony Lopes, footballeur luso-français
- Rodrigo Lopez, médecin portugais, martyr de l’Inquisition
- Vincent Lopez, pianiste américain
- Justin Louis, acteur luso-canadien
- Lucenzo, chanteur luso-français
- Luiz-Manuel, écrivain luso-suisse
- Amatus Lusitanus, médecin portugais
- George Luz, sous-officier dans l'US Army

- Joe Madureira, dessinateur américain
- David Malouf, écrivain australien
- Trevor Manuel, homme politique
- Vanessa Marcil, actrice américaine
- Chris Marques, danseur
- Billy Martin, joueur de deuxième but et gérant américain de la Ligue majeure de baseball
- Bruno Martins Indi, footballeur
- Corentin Martins, footballeur
- Jean-Pierre Martins, musicien et acteur
- Danica McKellar, actrice
- Glenn Medeiros, chanteur américain
- Mourad Meghni, footballeur algérien
- Tamara Mello, actrice
- Craig C. Mello, scientifique, prix Nobel de médecine en 2006
- Pierre Mendès France, homme politique français
- Shawn Mendes, chanteur
- Catulle Mendès, écrivain et poète français
- Alexandra Mendès, femme politique
- Sam Mendes, réalisateur britannique
- Daniel Mendoza, boxer britannique
- Jesse Metcalfe, acteur et mannequin américain
- Patrick Mille, acteur et réalisateur franco-portugais
- Carmen Miranda, chanteuse
- Shanna Moakler, actrice
- Salomon Molkho, marrane
- Ernest Moniz, physicien et homme politique
- Paul Moreira, reporter, écrivain et documentariste
- Helena Morna, animatrice radio
- Bethany Mota, blogueuse mode
- Marie Myriam, chanteuse luso-française
- Wendy Nazaré, chanteuse
- Helena Noguerra, chanteuse, actrice, écrivaine et auteur de théâtre (Belgique et France).
- Julia Nunes, chanteuse
- Nathan Oliveira, peintre, graveur et sculpteur américain
- Abraham Pais, physicien
- Morgan Parra, joueur de rugby
- Sean Paul, chanteur
- Dustin Pedroia, joueur de baseball
- Piper Perabo, actrice américaine
- Fernando Pereira, photographe
- Julia Pereira de Sousa-Mabileau, snowboardeuse française
- William Pereira, architecte américain
- Joe Perry, musicien du groupe Aerosmith
- Katy Perry, chanteuse
- Linda Perry, chanteuse
- Freida Pinto, actrice
- Ricardo Pinto, lanceur de baseball
- Christine Pirès-Beaune, femme politique française
- Robert Pirès, footballeur
- Camille Pissarro, peintre
- Didacus Pyrrhus, humaniste et poète
- Mel Ramos, peintre américain
- Joe Raposo, acteur
- Keanu Reeves, acteur
- Luis Rego, acteur
- Paula Rego, artiste plasticienne
- Claudio Reyna, footballeur américain
- António Nunes Ribeiro Sanches, médecin
- Catherine Ribeiro, chanteuse française
- David Ricardo, économiste anglais du XIXe siècle.
- Jacob Rodrigue Pereire, savant et polyglotte, précurseur de l'éducation des sourds et de l'orthophonie.
- Famille Rodrigues-Henriques
- Mia Rose, chanteuse
- Daniela Ruah, actrice
- Bruno Sanches, acteur
- Al Santos, acteur et mannequin
- Samuel Sarphati, médecin
- Guy Sebastian, chanteur
- Vic Seixas, joueur de tennis
- Peter Sellers, acteur
- David Shealtiel, officier et diplomate
- Kool Shen, rappeur
- Danny Silva, athlète
- Alan Silva, contrebassiste
- Adrien Silva, footballeur franco-portugais, vainqueur de l'Euro 2016 avec le Portugal
- Mario Silva, homme politique canadien
- Jean-Baptiste Silva, médecin
- David Silveria, ancien batteur du groupe Korn
- Jennifer Smith, chanteuse lyrique
- Cédric Soares, footballeur luso-allemand, vainqueur de l'Euro 2016 avec le Portugal
- John Philip Sousa, compositeur et militaire
- Charles Sousa, homme politique canadien
- John Souza, footballeur américain
- Ed Souza, footballeur américain
- Pete Souza, photojournaliste
- Baruch Spinoza (Bento de Espinosa), philosophe et écrivain néerlandais
- Danielle Steel, romancière
- Jenna Stern, actrice
- John Tavares, joueur de hockey
- Thomas Ramos, joueur du XV de France
- Carlos Tavares, président du directoire de PSA Peugeot Citroën.
- Jonathan Taylor Thomas, acteur
- Mark Teixeira, joueur de baseball
- Mark Texeira, dessinateur américain
- Callie Thorne, actrice
- Dilshad Vadsaria, actrice
- Diego Vélasquez, peintre
- Maria Helena Vieira da Silva, artiste peintre portugaise appartenant à l'École de Paris.
- Meredith Vieira, journaliste
- Catarina Wallenstein, actrice